# Егрушов, Виктор Иванович
Виктор Иванович Егрушов (род. 11 июля 1954, Выкса, Горьковская область) — советский борец, Заслуженный тренер России, Заслуженный работник физической культуры Российской Федерации (2004), судья международной категории, почётный гражданин города Выкса.

## Биография
После окончания профтехучилища № 2 в 1972 году работал на Выксунском металлургическом заводе. В 8 классе начал заниматься вольной и классической борьбой. Первым его тренером был Шевяков. Служил в пограничных войсках. После демобилизации работал в железнодорожном цехе. Продолжал тренироваться у мастера спорта СССР В. И. Минеева. Становился чемпионом области по вольной и классической борьбе. В 1975 году стал чемпионом Северо-Западного округа. В 1976 году организовал секцию вольной и классической борьбы. В 1982 году стал старшим тренером заводской команды самбистов. С отличием окончил Ленинградский физкультурный техникум. В 1991 году окончил институт физкультуры имени П. Ф. Лесгафта.
Под его руководством подготовлено 43 мастера спорта по самбо и дзюдо, 6 мастеров международного класса, 3 заслуженных мастера спорта, 2 заслуженных тренера России. Среди его воспитанников Заслуженные мастера спорта России Сергей Шибанов, Сергей Матюков, Сергей Жарков.

## Награды и звания
- Заслуженный работник физической культуры Российской Федерации (12 апреля 2004 года) — за заслуги в развитии физической культуры и спорта[2]
- Медаль ордена «За заслуги перед Отечеством» II степени (1 декабря 2008 года) — за заслуги в развитии физической культуры и спорта и многолетнюю добросовестную работу[3][4]
- Благодарность Президента Российской Федерации (26 октября 2023 года) — за вклад в развитие и популяризацию самбо[5]
- Почётный знак «За развитие физической культуры и спорта» (2002 год)
- Почётный гражданин Выксунского района (2002 год)
- Знак «Молодой гвардеец пятилетки» (1975 год)
- Знак «За отличие в труде» (1978 год)
- Судья международной категории по борьбе (1992 год)
- Заслуженный тренер России (1993 год)